# 239-я стрелковая дивизия
239-я стрелковая дивизия — стрелковое соединение РККА Вооружённых Сил СССР, в Великой Отечественной войне

## История

### Формирование
Соединение сформирована в марте 1941 года на Дальнем Востоке как 239-я моторизованная дивизия, для сформирования механизированного корпуса АБТВ РККА, в августе 1941 года, в связи с Великой Отечественной войной переформирована в стрелковую.
По воспоминаниям первого командира дивизии Г. О. Мартиросяна, с началом Великой Отечественной войны дивизия пополнила свой штат из Новосибирска и Красноярска и принялась напряжённо заниматься боевой подготовкой. В офицерском составе служили подготовленные и опытные кадры.
В составе действующей армии с 14.11.1941 по 07.02.1945 и с 28.02.1945 по 11.05.1945 года.
На 22.06.1941 года находилась в Имане.

### Переброска на запад
По воспоминаниям Г. О. Мартиросяна, 17 октября 1941 года дивизия получила приказ на переброску на запад. После пятидневной подготовки с 22 октября личный состав и техника дивизии отправились по железной дороге. В начале ноября 1941 года дивизия разгрузилась в городе Куйбышеве (ныне Самара), где 7 ноября приняла участие в параде в честь 24-й годовщины Великой октябрьской социалистической революции. Парад принимали председатель президиума Верховного совета СССР М. И. Калинин и маршал Советского Союза К. Е. Ворошилов, с которыми затем встречалось руководство дивизии для получения дальнейших инструкций. Их инструкции и наставления сводились к следующему:

а) организовать стойкую оборону с противотанковыми и противопехотными заграждениями, широко применяя инженерные силы и средства;
б) бесперебойно руководить войсками (не отдаляться от войсковых частей и соединений);
в) служить личным примером для подчинённых, вдохновляя их;
г) решительным образом бороться против страха по отношению к танкам, организовывать сокрушающие вражеские танки особые группы, вооружённые гранатами и бутылками с зажигательной смесью;
д) активными действиями, контрнаступлениями и огнём уничтожить живую силу и технику врага;
е) боевые действия проводить преимущественно ночью;
ж) в случае преобладания вражеской авиации обучить войска быстро рассредотачиваться и всеми огневыми средствами сбивать вражеские пикирующие бомбардировщики.

### Тульская оборонительная операция
14.11.1941 года дивизия начала разгрузку на станции Узловая (юго-восточнее Тулы) и фактически с колёс вступила в бой. На 18.11.1941 находилась в составе 3-й армии удерживая Ильинку, Гудаловку, Фёдоровку и проводя контрнаступление в направлении Дедилово, Киреевка, Луневка. В течение недели вела ожесточённые бои с группировкой генерал-полковника Г. Гудериана.
По воспоминаниям командующего немецкой 2-й танковой армией Г. Гудериана, «17 ноября мы получили сведения о выгрузке сибиряков на станции Узловая, а также о выгрузке других частей на участке Рязань-Коломна. 112-я пехотная дивизия натолкнулась на свежие сибирские части. Ввиду того, что одновременно дивизия была атакована русскими танками из направления Дедилово, её ослабленные части не были в состоянии выдержать этот натиск… Дело дошло до паники, охватившей участок фронта до Богородицка. Эта паника, возникшая впервые со времени начала русской кампании, явилась серьёзным предостережением, указывающим на то, что наша пехота исчерпала свою боеспособность и на крупные усилия уже более неспособна. Положение на фронте 112-й пехотной дивизии было исправлено собственными усилиями 53-го армейского корпуса, который повернул 167-ю пехотную дивизию на Узловую».
21.11.1941 в связи с прорывом немецких танковых частей в полосах обороны 299-й и 413-й стрелковых дивизий была передана в состав 50-й армии и направлена непосредственно на усиление обороны станции Узловая.
С 22.11.1941 по 25.11.1941 совместно с 41-й кавалерийской дивизией вела бои за Сталиногорск (ныне Новомосковск). 21-22 ноября части 53-го армейского корпуса, прорвав оборону соседней 299-й стрелковой дивизии, захватили Узловую, Михайлов и Епифань. Коммуникации 239-й дивизии оказались отрезанными от тыла, развернулись последние бои за Сталиногорск. 813-й стрелковый полк (полковник Г. А. Гоголицын) держал оборону в районе деревни Урванка, современного Детского парка, Берёзовой рощи, посёлков 26-й и 27-й шахт, два дивизиона 688-го гаубичного артполка полковника Минько отражали атаки перед парком культуры и отдыха, 817-й стрелковый полк майора Мельникова находился на северо-западной окраине города, а 239-й полк полковника Соловьёва защищал город Донской. 24 ноября после ожесточённых боёв остатки 239-й стрелковой дивизии отошли на рубеж по левому берегу Дона. Группа, прикрывавшая отход, была окружена немцами в деревне Урванка и после двухчасового боя уничтожена. 25 ноября Сталиногорск был полностью занят частями вермахта.
25.11.1941 года вела бои в окружении юго-восточнее Сталиногорска. По воспоминаниям командующего 2-й танковой армией Г. Гудериана, «26 ноября 53-й армейский корпус подошёл к Дону, форсировал его силами 167-й пехотной дивизии у Иван-озера и атаковал сибиряков северо-восточнее этого населённого пункта под Донской. Доблестная дивизия захватила 42 орудия, некоторое количество автомашин и до 4000 пленных. С востока на сибиряков наступала 29-я мотодивизия 47-го танкового корпуса, в результате чего противника удалось окружить».
Крайне недостаточное количество боеприпасов и продовольствия, а также до 800 человек раненых вынудили командира 239-й стрелковой дивизии полковника Г. О. Мартиросяна прорываться из окружения. В ночь с 25 на 26 ноября дивизия нанесла удар по селу Спасское и в течение трёхчасового боя уничтожила находившийся там немецкий полк. Было захвачено большое количество трофеев, включая полковое знамя. Тем временем, немецкие части вновь соединили кольцо окружения под Ольховцом, отрезав от главных сил дивизии авангардный 817-й стрелковый полк. В ночь на 27 ноября части дивизии вторично прорвали кольцо окружения, уничтожив до двух батальонов пехоты, а в районе Гетмановки — штаб немецкой 29-й мотодивизии, где были захвачены штабные документы и карты. Картину разгрома засвидетельствовал Г. Гудериан, прибывший утром 27 ноября в штаб 47-го танкового корпуса: «Главные силы 239-й сибирской стрелковой дивизии, оставив свою артиллерию и автотранспорт, вырвались из окружения и ушли на восток. Растянутая линия окружения из частей 29-й мотодивизии не смогла сдержать прорвавшихся русских и понесла большие потери… О достоверности полученных мной сообщений свидетельствовали многочисленные трупы немецких солдат, которые лежали на поле боя в полной военной форме и с оружием в руках… Сибиряки ускользнули от нас, правда, без своего тяжёлого оружия и автотранспорта, а у нас не было сил их задержать. Это было самым печальным событием того дня. Преследование ускользнувшего противника, немедленно предпринятое мотоциклетными подразделениями 29-й мотодивизии, не дало никаких результатов.»
27.11.1941 успешно прорвала кольцо окружения противника в районе Красное Солнцево (восточнее Сокольников) и вышла из него в восточном направлении, однако оставив тяжёлое вооружение. Вышедшие из окружения бойцы дивизии (около 9 тыс. человек без тяжёлого вооружения) передислоцированы в район Пронска (Рязанская область), где доукомплектованная дивизия вошла в состав 10-й армии.

### Контрнаступление под Москвой
С начала контрнаступления под Москвой наступала в общем направлении на Козельск-Сухиничи через Серебряные Пруды, непосредственно на начало боевых действий находилась во втором эшелоне.
Во второй половине дня 28.12.1941 дивизия с боем выдвинулась на рубеж Кудрино, Давыдово и продолжала наступать в западном направлении, к 29.12.1941 вышла в район Козельска, к 01.01.1942 с боями подходила к рубежу Хотень, Клесово, нацеливаясь в обход Сухиничей с севера. C 01 по 05.01.1942 ведёт безуспешные бои за Сухиничи, затем дивизии поступил приказ выйти в район Мещовска, имея в виду в дальнейшем наступать на Серпейск (две роты были оставлены для блокирования Сухиничей). Участия во взятии Мещовска не потребовалось, дивизия двинулась на Серпейск. Во второй половине дня 07.01.1942 года заняла Серпейск и продолжала наступление в северо-западном направлении. На 12.01.1942 года вела бой в районе Кирсаново, Пятница, Шершнево, Красный Холм, развивая удар в направлении станции Чипляево (8 километров северо-западнее Бахмутова). С 16.01.1942 была подчинена командиру 1-го гвардейского кавалерийского корпуса.
05.02.1942 дивизии был подчинён 250-й воздушно-десантный полк, из состава 201-й воздушно-десантной бригады.
С конца февраля до мая 1942 года ведёт тяжёлые наступательные бои на подступах к Московско-Варшавскому шоссе, так 16.03.1942 года дивизия безуспешно наступает на Чичково (25 километров западнее Мосальска), 22.04.1942 года ведёт бои вместе со 112-й танковой бригадой за населённый пункт Малиновский, по-видимому, летом была выведена на доукомплектование и переброшена к Ржеву.

### На Ржевском выступе
С 01.08.1942 по 08.08.1942 в рамках Ржевско-Сычёвской операции, наступает в Зубцовском районе Калининской области, освободила ряд населённых пунктов, к 08.08.1942 достигла западного берега реки Вазуза, оттуда крайне медленно в тяжёлых боях продвигалась до 16.09.1942 к Ржеву севернее Зубцова (освободила город 23.08.1942), была остановлена на ближних подступах к Ржеву.
С ноября 1942 года участвует в операции «Марс», по-видимому находилась во втором эшелоне армии, так как в декабре 1942 года состояние дивизии позволяло перебросить её на Волховский фронт.

### Прорыв блокады Ленинграда
C 14.01.1943 года, с приданной 16-й танковой бригадой, участвует в прорыве блокады Ленинграда, наступает южнее Рабочего посёлка № 5, затем, вслед за танковой бригадой заняла рабочий посёлок № 6, который активно обороняла вплоть до начала февраля 1943 года, затем отведена в резерв фронта, и переброшена в район Поречье. В августе 1943 года наступает с плацдарма в района Поречье, в ходе Мгинской операции, успеха не имела.
В ходе Новгородско-Лужской операции, имея в составе 6352 человека, наступала с плацдарма севернее Подберезье в составе ударной группировки, в первый день наступления 14.01.1944 года смежным флангом вместе с 310-й стрелковой дивизией прорвала первую полосу обороны противника, 511-й стрелковый полк, введённый вместе с 16-й танковой бригадой из второго эшелона, вышел в тылы оборонительной линии противника. Левым флангом дивизия вела бой за Заполье. Затем части дивизии перерезали дорогу Финев Луг — Новгород, продолжили наступление на запад, 28-29.01.1944 ведёт бои за Сабле и Подборовье, наступает между Оредежом и Батецкой, к февралю 1944 года вышла на западный берег реки Луга, после чего была снята с передовой и отправлена на доукомплектование.

### 1944

Вырезка из карты 67 А за период боевых действий 23 — 28 июня 1944 года. ЦАМО, ф. 242, оп. 2254, д. 55, л. 335 об.

23—26.06.1944 года ведёт тяжёлые наступательные бои в ходе частной армейской операции 67-й армии 3-го Прибалтийского фронта в Островском районе Псковской области, прорвала первую линию обороны противника (первым шёл 12-й отдельный штурмовой стрелковый батальон (12 ошсб), усиленный 33-м гвардейским тяжёлым танковым полком, севернее, на участке 326-й стрелковой дивизии 119-го ск параллельно наступал 14 отдельный штрафной батальон (14 ошб)), однако продвижение дивизии было остановлено немецкими резервами, в том числе 502-м тяжёлым танковым батальоном, быстро переброшенным из района южнее Острова. В ходе немецкого контрудара 24 июня дивизия была разгромлена, погибли три командира полка из четырёх (четвёртый ранен), к утру 25.06.1944 г. потерявшие управление подразделения 511-го и 817-го СП в большинстве отошли на исходный рубеж. Захваченные немецкие опорные пункты Вощинино-Зуево удержали остатки 12-го ошсб при поддержке не поддавшихся панике бойцов 511-го и 817-го СП, единственных уцелевших в 33-м гв. ТТП самоходной установки СУ-152 и танка КВ, а также Су-85 724-го САП, тоже единственной оставшейся боеспособной из состава полка за день. Боеспособность в дивизии сохранили только 813-й СП и 688-й АП, участвовавшие в боях до конца операции, остальные два полка 25 июня выведены в армейский резерв.
После окончания боев выведена на переформирование.
Принимает участие в Режицко-Двинской наступательной операции, (26.07.1944 г. за очередной срыв выполнения боевых задач снят с должности виновник произошедшего за месяц до того разгрома, командир дивизии полковник А. Я. Ордановский) 27.07.1944 года принимает участие в освобождении Даугавпилса , Полоцкой наступательной операции, 10.08.1944 освобождает город Виесите, затем участвует в Рижской и Мемельской наступательных операциях.

### 1945
В январе 1945 года выведена в резерв, пополнена, и в феврале 1945 года переброшена в Польшу, где принимает участие в Верхнесилезской и Нижнесилезской операциях.
Закончила войну участием в Пражской операции.
Расформирована летом 1945 года.

## Полное название
239-я стрелковая Краснознамённая дивизия

## Состав
- 511-й (239-й) стрелковый полк
- 813-й стрелковый полк (командир полка капитан Х. Д. Заманов июль-август 1942)
- 817-й стрелковый полк
- 688-й артиллерийский полк (командир — полковник Буров Н. И.)
- 3-й отдельный истребительно-противотанковый дивизион
- 497-я отдельная разведывательная рота
- 406-й отдельный сапёрный батальон
- 614-й отдельный батальон связи (614-я отдельная рота связи)
- 388-й отдельный медико-санитарный батальон
- 219-я (189-я) отдельная рота химической защиты
- 95-я автотранспортная рота
- 338-я (1009) полевая хлебопекарня
- 241-й дивизионный ветеринарный лазарет
- 332-я полевая почтовая станция
- 333-я полевая касса Госбанка

## Подчинение
| Дата            | Фронт (округ)           | Армия             | Корпус                       | Примечания |
| --------------- | ----------------------- | ----------------- | ---------------------------- | ---------- |
| 22.06.1941 года | Дальневосточный фронт   | 1-я армия         | 30-й механизированный корпус | -          |
| 01.07.1941 года | Дальневосточный фронт   | 1-я армия         | 30-й механизированный корпус | -          |
| 10.07.1941 года | Дальневосточный фронт   | 1-я армия         | 30-й механизированный корпус | -          |
| 01.08.1941 года | Дальневосточный фронт   | 1-я армия         | -                            | -          |
| 01.09.1941 года | Дальневосточный фронт   | 1-я армия         | -                            | -          |
| 01.10.1941 года | Дальневосточный фронт   | 1-я армия         | -                            | -          |
| 01.11.1941 года | Дальневосточный фронт   | 1-я армия         | -                            | -          |
| 01.12.1941 года | Западный фронт          | -                 | -                            | -          |
| 01.01.1942 года | Западный фронт          | 10-я армия        | -                            | -          |
| 01.02.1942 года | Западный фронт          | -                 | -                            | -          |
| 01.03.1942 года | Западный фронт          | 50-я армия        | -                            | -          |
| 01.04.1942 года | Западный фронт          | 50-я армия        | -                            | -          |
| 01.05.1942 года | Западный фронт          | 50-я армия        | -                            | -          |
| 01.06.1942 года | Западный фронт          | 10-я армия        | -                            | -          |
| 01.07.1942 года | Западный фронт          | 10-я армия        | -                            | -          |
| 01.08.1942 года | Западный фронт          | 31-я армия        | -                            | -          |
| 01.09.1942 года | Западный фронт          | 31-я армия        | -                            | -          |
| 01.10.1942 года | Западный фронт          | 31-я армия        | -                            | -          |
| 01.11.1942 года | Западный фронт          | 31-я армия        | -                            | -          |
| 01.12.1942 года | Западный фронт          | 31-я армия        | -                            | -          |
| 01.01.1943 года | Волховский фронт        | -                 | -                            | -          |
| 01.02.1943 года | Волховский фронт        | 2-я ударная армия | -                            | -          |
| 01.03.1943 года | Волховский фронт        | -                 | -                            | -          |
| 01.04.1943 года | Волховский фронт        | 8-я армия         | -                            | -          |
| 01.05.1943 года | Волховский фронт        | 59-я армия        | -                            | -          |
| 01.06.1943 года | Волховский фронт        | 59-я армия        | -                            | -          |
| 01.07.1943 года | Волховский фронт        | -                 | -                            | -          |
| 01.08.1943 года | Волховский фронт        | 8-я армия         | -                            | -          |
| 01.09.1943 года | Волховский фронт        | -                 | -                            | -          |
| 01.10.1943 года | Волховский фронт        | 59-я армия        | 6-й стрелковый корпус        | -          |
| 01.11.1943 года | Волховский фронт        | 59-я армия        | 6-й стрелковый корпус        | -          |
| 01.12.1943 года | Волховский фронт        | 59-я армия        | 6-й стрелковый корпус        | -          |
| 01.01.1944 года | Волховский фронт        | 59-я армия        | 6-й стрелковый корпус        | -          |
| 01.02.1944 года | Волховский фронт        | 59-я армия        | 6-й стрелковый корпус        | -          |
| 01.03.1944 года | Ленинградский фронт     | 67-я армия        | 7-й стрелковый корпус        | -          |
| 01.04.1944 года | Ленинградский фронт     | 54-я армия        | 7-й стрелковый корпус        | -          |
| 01.05.1944 года | 3-й Прибалтийский фронт | 67-я армия        | 123-й стрелковый корпус      | -          |
| 01.06.1944 года | 3-й Прибалтийский фронт | 67-я армия        | 123-й стрелковый корпус      | -          |
| 01.07.1944 года | 1-й Прибалтийский фронт | -                 | 14-й стрелковый корпус       | -          |
| 01.08.1944 года | 2-й Прибалтийский фронт | 4-я ударная армия | 14-й стрелковый корпус       | -          |
| 01.09.1944 года | 1-й Прибалтийский фронт | 4-я ударная армия | 14-й стрелковый корпус       | -          |
| 01.10.1944 года | 1-й Прибалтийский фронт | 4-я ударная армия | 14-й стрелковый корпус       | -          |
| 01.11.1944 года | 1-й Прибалтийский фронт | 4-я ударная армия | 14-й стрелковый корпус       | -          |
| 01.12.1944 года | 1-й Прибалтийский фронт | 4-я ударная армия | 14-й стрелковый корпус       |            |
| 01.01.1945 года | 1-й Прибалтийский фронт | 4-я ударная армия | 83-й стрелковый корпус       | -          |
| 01.02.1945 года | 2-й Прибалтийский фронт | 42-я армия        | -                            | -          |
| 01.03.1945 года | 1-й Украинский фронт    | -                 | 93-й стрелковый корпус       | -          |
| 01.04.1945 года | 1-й Украинский фронт    | 59-я армия        | 93-й стрелковый корпус       | -          |
| 01.05.1945 года | 1-й Украинский фронт    | 59-я армия        | 93-й стрелковый корпус       | -          |

## Командиры
- Мартиросян, Гайк Оганесович (10.03.1941 — 29.08.1942), полковник;
- Чернышёв, Пётр Николаевич (30.08.1942 — 21.01.1943), генерал-майор;
- Козачек, Сергей Борисович (22.01.1943 — 11.12.1943), полковник, с 31.03.1943 генерал-майор;
- Ордановский, Александр Яковлевич (12.12.1943 — 26.07.1944), полковник;
- Введенский, Константин Владимирович (27.07.1944 — 02.09.1944), полковник, с 03.06.1944 генерал-майор;
- Потапенко, Владимир Степанович (03.09.1944 — 11.05.1945), генерал-майор.

## Награды и наименования
| Награда (наименование) | Дата                | За что награждена |
| ---------------------- | ------------------- | --- |
| Орден Красного Знамени | 21 января 1944 года | Награждена указом Президиума Верховного Совета СССР от 21 января 1944 года за образцовое выполнение боевых заданий командования на фронте борьбы с немецкими захватчиками и проявленные при этом доблесть и мужество. |

Награды частей дивизии:
- 511-й стрелковый орденов Кутузова[11] и Александра Невского[12] полк
- 813-й стрелковый ордена Александра Невского[12] полк

## Отличившиеся воины дивизии
| Награда              | Ф. И. О.                      | Должность                                                                             | Звание          | Дата награждения                 | Примечания                                                        |
| -------------------- | ----------------------------- | ------------------------------------------------------------------------------------- | --------------- | -------------------------------- | ----------------------------------------------------------------- |
|                      | Евдокимов, Александр Иванович | Разведчик 497-й отдельной разведывательной роты                                       | сержант         | 01.03.1944 07.07.1944 10.08.1944 | 10.08.1944 награждён вновь 2-й степенью, перенаграждён 27.02.1958 |
|                      | Кицаев, Михаил Михайлович     | Заместитель наводчика орудия 3-го отдельного истребительно-противотанкового дивизиона | старший сержант |                                  | Перенаграждён орденом Славы I степени 31 марта 1956 года.         |
|                      | Сухов, Александр Николаевич   | Разведчик 497-й отдельной разведывательной роты                                       | сержант         | 19.01.1944 07.07.1944 24.03.1945 | погиб в бою 21.12.1944                                            |
| орден красной звезды | Буров, Николай Иванович       | Начальник артиллерии дивизии                                                          | полковник       | 24.01.1943                       |                                                                   |

## Память

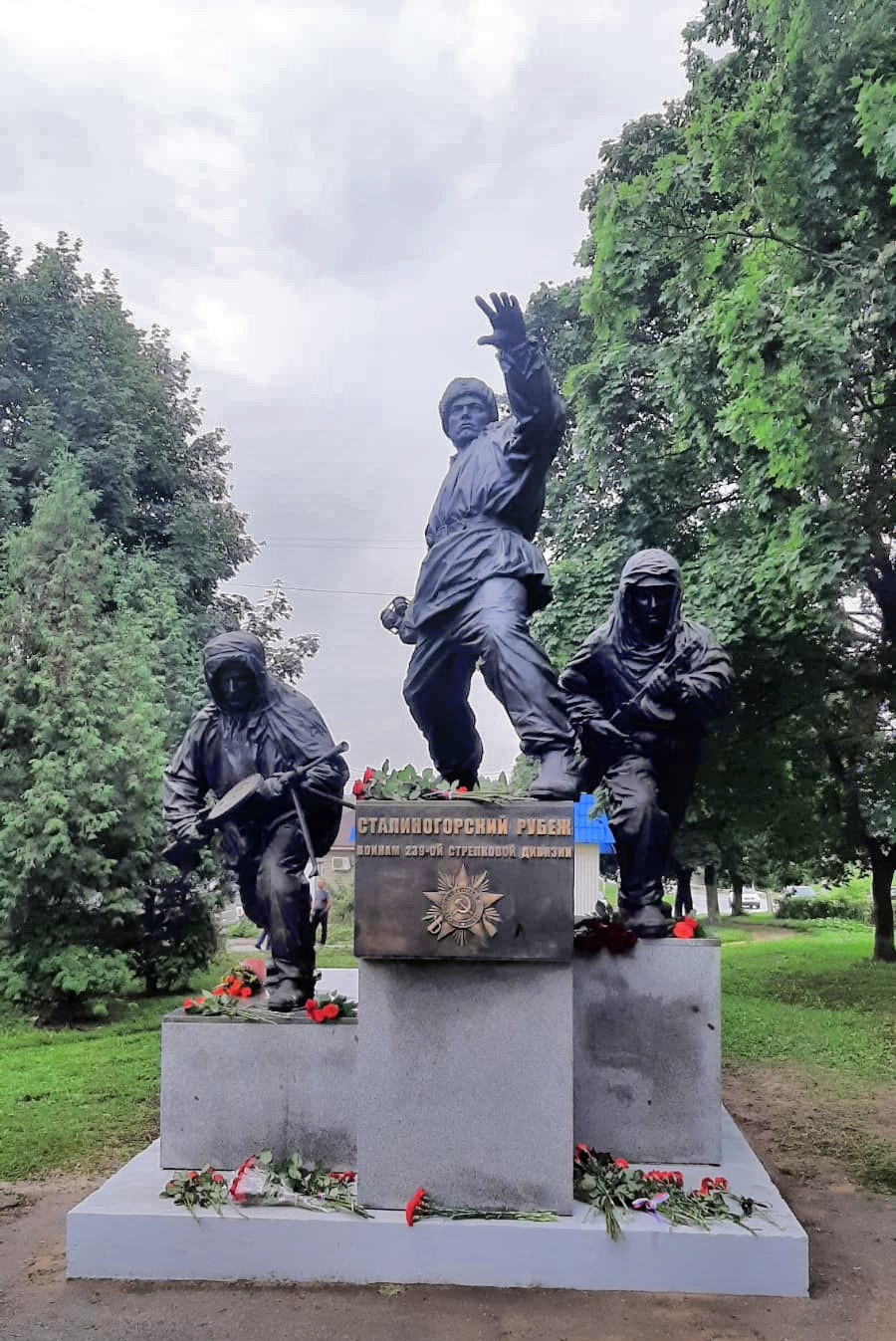
2 сентября 2023 года в сквере 239-й стрелковой дивизии в 6-м Урванском микрорайоне открыт монумент «Сталиногорский рубеж».

- 2 сентября 2023 года в сквере 239-й стрелковой дивизии в 6-м Урванском микрорайоне открыт монумент «Сталиногорский рубеж».Памятник в Уссурийске, мемориал павшим в Великой Отечественной войне в городе Новомосковске Тульской области.
- В 1975 году в память о бойцах 239-й стрелковой дивизии, оборонявших Сталиногорск, на аллее Кургана Бессмертия установлена стела.
- Дивизия также упомянута на плите мемориального комплекса «Воинам-сибирякам», Ленино-Снегирёвский военно-исторический музей.
- Переулок 239-й стрелковой дивизии в городе Узловая Тульской области (с июня 2020);
- 1 августа 2020 года в городе Узловая Тульской области открыт мемориальный комплекс генерал-майору Красной армии, командиру 239-й стрелковой дивизии Гайку Мартиросяну и воинам его дивизии.
- Сквер 239-й стрелковой дивизии в городе Новомосковск Тульской области (с ноября 2021), также в 2023 году мемориальный комплекс защитникам Сталиногорска — бойцам и командирам 239-й стрелковой дивизии.

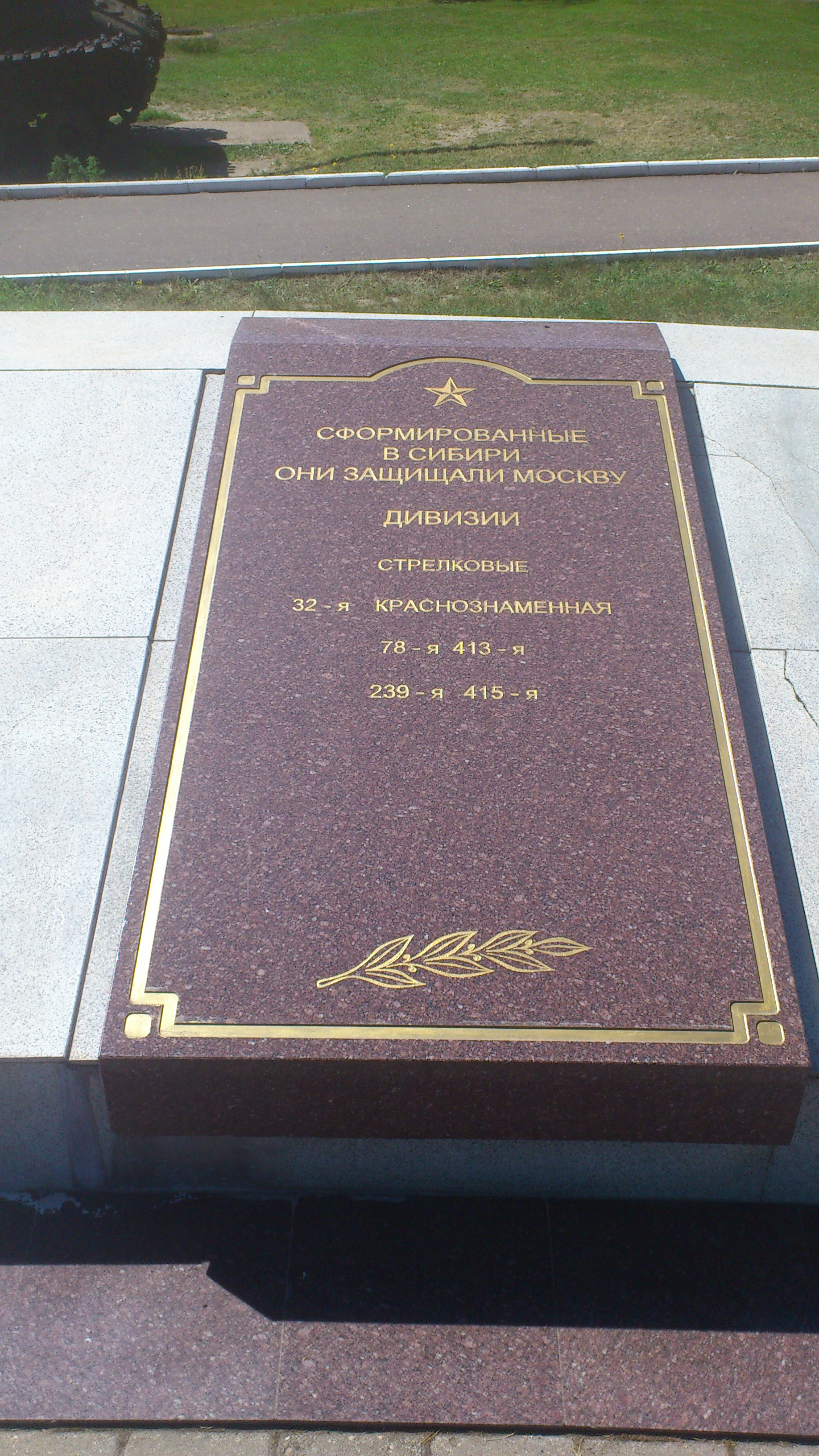
«Сформированные в Сибири, они защищали Москву» — на плите мемориального комплекса «Воинам-сибирякам».
Мемориальный комплекс «Воинам-сибирякам», Ленино-Снегирёвский военно-исторический музей.